# Call for Papers

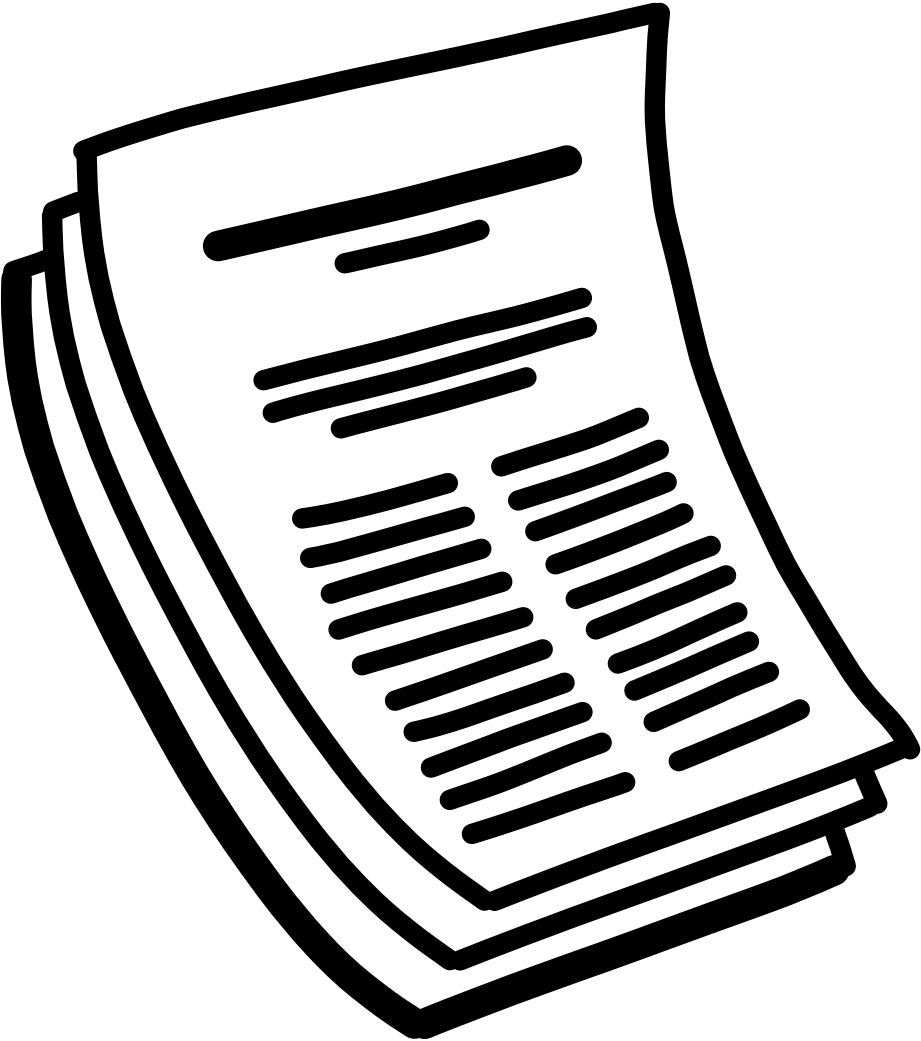
Icono que simboliza el papel de revista.

Call for Papers (CFP), o llamamiento para contribuciones o convocatoria a publicar, es un método usado en el mundo académico, y otros contextos, para recoger los artículos del libro o de diario o las presentaciones de un congreso o una conferencia. 
Un CFP se envía generalmente a las partes interesadas, describiendo el tema amplio, la ocasión para el CFP, formalidades tales como lo que un poco tiene que ser sometido el extracto (resumen) quién y a un plazo. Un CFP se distribuye generalmente usando una lista de personas a quienes se mandan propaganda o en los servicios onlines especializados. Los papeles se someten generalmente usando un servicio de gestión abstracto o de papel en línea.